# Instrucțiuni privind transliterarea denumirilor geografice din Belarus în grafie latină

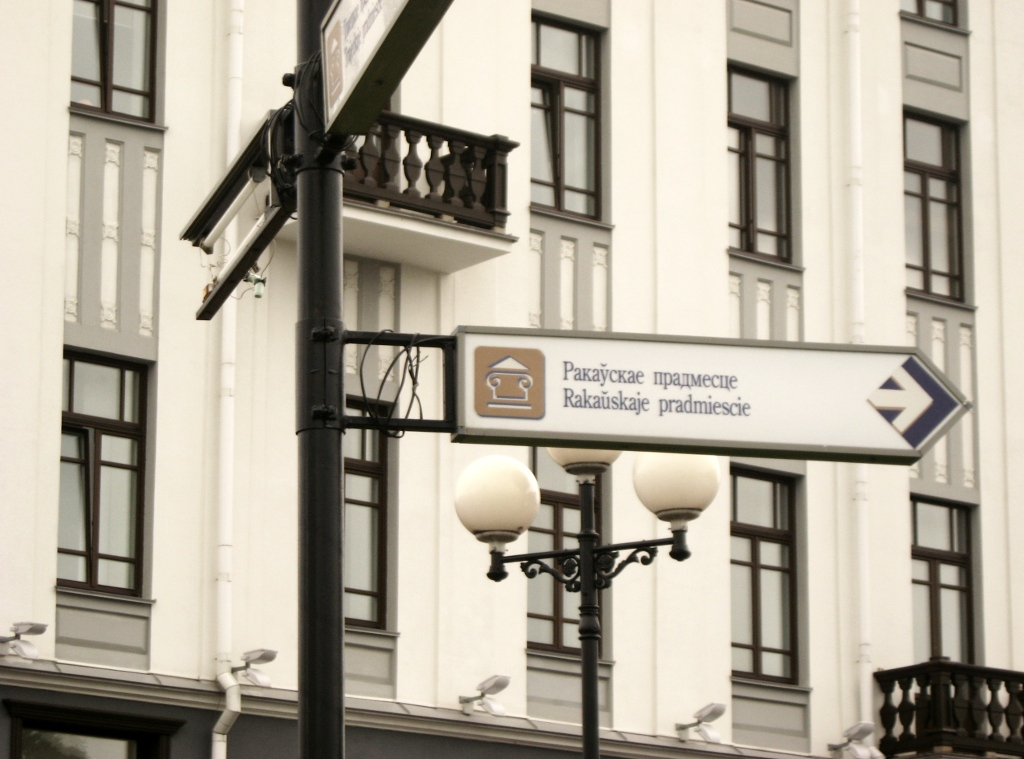
Indicator din Minsk realizat conform Instrucțiunilor privind transliterarea limbii bieloruse

Instrucțiuni privind transliterarea denumirilor geografice din Belarus în grafie latină este un standard oficial de conversie a numelor geografice din grafia chirilică în alfabetul latin.

## Grupul de experți ai Națiunilor Unite pentru denumiri geografice
În 1959, Consiliul Economic și Social (Economic and Social Council - ECOSOC) a deschis calea pentru un grup mic de experți care să se întâlnească și să prezinte recomandări tehnice privind standardizarea denumirilor geografice la nivel național și internațional. Această întâlnire a dat naștere Conferințelor Națiunilor Unite privind standardizarea denumirilor geografice (United Nations Conferences on the Standardization of Geographical Names - UNCSGN) și Grupului de experți ai Națiunilor Unite pentru denumiri geografice (United Nations Group of Experts on Geographical Names - UNGEGN). UNCSGN se desfășoară la fiecare cinci ani, iar UNGEGN se întrunește între Conferințe pentru a urmări implementarea rezoluțiilor adoptate de Conferințe și pentru a asigura continuitatea activităților între Conferințe. În prezent, UNGEGN este unul dintre cele nouă organisme de experți ale ECOSOC, cu peste 400 de membri din peste 100 de țări.
Ca element fundamental referitor la necesitatea standardizării globale a denumirilor geografice, UNGEGN promovează înregistrarea numelor folosite la nivel local care reflectă limbile și tradițiile unei țări. Scopul UNGEGN este ca fiecare țară să decidă cu privire la propriile nume standardizate la nivel național prin crearea de autorități naționale de nume sau procese administrative recunoscute. Odată cu diseminarea largă a formularelor standardizate la nivel național prin ziare și reviste, atlase, baze de date web, ghiduri toponimice etc., UNGEGN poate promova utilizarea acestor nume la nivel internațional. Pentru fiecare alfabet sau scriere non-latină, aceasta se va face prin adoptarea și utilizarea unui singur sistem de romanizare, pe baze științifice.
În anul 2018, în conformitate cu Rezoluția ECOSOC 2018/2, Biroul UNGEGN a pregătit noi reguli de procedură în consultare cu Oficiul ONU pentru Afaceri Juridice și cu statele membre ale ONU. La 17 iulie 2018 s-a ajuns la un consens cu privire la proiectul de regulament, acesta fiind adoptat prin Decizia 2018/264.

## Situația din Belarus
Instrucțiunea privind transliterarea denumirilor geografice din Belarus în grafie latină a fost adoptată printr-un decret din 23 noiembrie 2000 al Comitetului de stat din Belarus pentru resurse funciare, geodezică și cartografie. Denumirea oficială a documentului este în limba rusă «Инструкция по транслитерации географических названий Республики Беларусь буквами латинского алфавита», transliterat: «Instrukția po transliterații gheograficeskih nazvani Respubliki Belarus bukvami latinskogo alfavita». Documentul a fost publicat în Registrul național al actelor judiciare din Republica Belarus (numărul 3, 11 ianuarie 2011). În octombrie 2006 aceste instrucțiuni au fost recomandate pentru utilizarea de către Grupul de lucru privind sistemele de romanizare al Grupului de experți ai Națiunilor Unite pentru denumiri geografice (United Nations Group of Experts on Geographical Names - UNGEGN).
Sistemul a fost revizuit la 11 iunie 2007, în principal pentru a se conforma recomandărilor ONU WGRS, care recomandă, dacă este posibil, evitarea utilizării digrafelor (combinații de două litere reprezentând un sunet), fiind adoptat de ONU în a treia versiune a raportului de romanizare, la 17 martie 2008. Standardul de transliterare se bazează pe alfabetul latin din Belarus (Łacinka)..
În februarie 2013, sistemul a fost recomandat pentru adoptare ca sistem internațional de romanizare a denumirilor geografice din Belarus.
În 2023, prin Hotărârea nr. 19 din 24 martie a Comitetului Proprietății de Stat din Republica Belarus, a fost instituit un nou set de „instrucțiuni privind
transliterarea numelor obiectelor geografice din limbile belarusă și rusă în alte limbi și transliterarea numelor obiectelor geografice în litere ale alfabetului latin”.

## Instrucțiuni de transliterare
| Grafie chirilică | Grafie latină | Observații | Exemple                                                                                   |
| ---------------- | ------------- | --- | ----------------------------------------------------------------------------------------- |
| А а              | A а           | - | Адамаўка - Adamawka                                                                       |
| Б б              | B b           | - | Бабруйск - Babrujsk                                                                       |
| В в              | V v           | - | Воранава - Voranava                                                                       |
| Г г              | G g           | - | Гогалеўка - Gogaliewka                                                                    |
| Д д              | D d           | - | Дзедаў Курган - Dziedaw Kurgan                                                            |
| Е е              | Je je         | la începutul cuvântului, după vocale, apostrof, semnul moale de separare sau litera ў                                                                               | Ельск - Jеĺsk, Заазер’е - Zaazierje, Панізоўе - Panizowje                                 |
| Е е              | iе            | după o consoană | Віцебск - Viciebsk                                                                        |
| Ё ё              | Jo jo         | la începutul cuvântului, după vocale, apostrof, semnul moale de separare sau litera ў                                                                               | Ёды - Jody, Мікалаёўка - Mikalajowka, Вераб’ёвічы - Vierabjovichy, Мураўёўка - Murawjowka |
| Ё ё              | io            | după o consoană | Вётхава - Viothava                                                                        |
| Ж ж              | Zh zh         | - | Жажэлка - Zhazhelka                                                                       |
| З з              | Z z           | - | Загуззе - Zaguzzie                                                                        |
| І і              | I i           | - | Iзабелін - Izabielin                                                                      |
| Й й              | J j           | - | Лагойск - Lahojsk                                                                         |
| К к              | K k           | - | Каранёўка - Karaniowka                                                                    |
| Л л              | L l           | - | Лепель - Liepiel                                                                          |
| М м              | M m           | - | Мамонава - Mamonava                                                                       |
| Н н              | N n           | - | Нёман - Nioman                                                                            |
| О о              | O o           | - | Обеч - Obiech, Полацк - Polack                                                            |
| П п              | P p           | - | Паперня - Papiernia                                                                       |
| Р р              | R r           | - | Расцяробы - Rasciaroby                                                                    |
| С с              | S s           | - | Свіслач - Svislach                                                                        |
| Т т              | T t           | - | Татаршчына - Tatarshchyna                                                                 |
| У у              | U u           | - | Улукаўе - Ulukawje                                                                        |
| Ў ў              | W w           | - | Тураў - Turaw                                                                             |
| Ф ф              | F f           | - | Фаніпаль - Fanipaĺ, Сафіеўка - Safijewka                                                  |
| Х х              | H h           | - | Хацюхова - Haciuhova                                                                      |
| Ц ц              | C c           | - | Цяцерын - Ciacieryn                                                                       |
| Ч ч              | Ch ch         | - | Чарнаручча - Charnaruchcha                                                                |
| Ш ш              | Sh sh         | - | Шаркаўшчына - Sharkawshchyna                                                              |
| ы                | y             | - | Паставы - Pastavy                                                                         |
| ь                | -             | semnul moale de separare nu este transliterat, vocala ulterioară (е, ё, ю, я) este transliterată conform regulilor stabilite (j în combinație cu vocala ulterioară) | Вільянава - Viljanava                                                                     |
| ь                | -             | semnul moale nu este transliterat | Вародзькаў 1 - Varodzkaw 1                                                                |
| Э э              | E e           | - | Эйвідавічы - Ejvidavichy, Чачэрск - Chachersk                                             |
| Ю ю              | Ju ju         | la începutul cuvântului, după vocale, apostrof, semnul moale de separare sau litera ў                                                                               | Юрацішкі - Juracishki, Гаюцiна - Gajucina                                                 |
| Ю ю              | iu            | după o consoană | Цюрлі - Ciurli                                                                            |
| Я я              | Ja ja         | la începutul cuvântului, după vocale, apostrof, semnul moale de separare sau litera ў                                                                               | Ямнае - Jamnaje, Баяры - Bajary, Валяр’яны - Valiarjany, Гаўя - Gawja                     |
| Я я              | iа            | după o consoană | Вязынка - Viazynka                                                                        |
| ’ (apostrof)     | -             | nu este transliterat | Раз’езд - Razjezd, Мар’іна Горка - Marjina Gorka                                          |